# Mujeres al poder
Mujeres al poder fue un programa de televisión emitido en Telecinco entre el 13 de febrero de 2019 y el 14 de agosto de 2021. Este espacio, de corte feminista, contaba con el testimonio de varias mujeres que habían conseguido sus metas. La segunda temporada del espacio fue preestrenada en Cuatro el 11 de marzo de 2021 para volver al late night de Telecinco tras Semana Santa.

## Formato
Mujeres al poder busca visibilizar las metas conseguidas por las mujeres, ya que los triunfos de estas han quedado habitualmente en un segundo plano. De este modo, el formato se basa en contar las vivencias profesionales y personales de tres mujeres en cada entrega, sean estas anónimas o famosas.

## Equipo

### Presentadora
- Ana Rosa Quintana (temporada 1)
- Carme Chaparro (temporada 2)[4]

## Episodios y audiencias

### Temporada 1 (2019)
| Programa | Cadena    | Protagonistas                                        | Fecha de emisión      | Audiencia       |
| -------- | --------- | ---------------------------------------------------- | --------------------- | --------------- |
| 1        | Telecinco | Mayte Cañizares, Aloña Alonso y Mª Carmen Sierra     | 13 de febrero de 2019 | 753 000 (13,2%) |
| 2        | Telecinco | Ágatha Ruiz de la Prada, Julia Abad y Joana Pastrana | 20 de febrero de 2019 | 695 000 (11,5%) |
| 3        | Telecinco | Pepa Muñoz, Sofía Ambrossi y Elena Rubio Aragón      | 27 de febrero de 2019 | 603 000 (8,9%)  |
| 4        | Telecinco | Sara Andrés, Úrsula Mascaró y Séfora Vargas          | 6 de marzo de 2019    | 557 000 (8,8%)  |
| 5        | Telecinco | Alexandra Henríquez, Laia Sanz y Geno Maneiro        | 13 de marzo de 2019   | 428 000 (7,1%)  |

### Temporada 2 (2021-2022)
| Programa | Cadena                       | Protagonistas                    | Fecha de emisión     | Audiencia      |
| -------- | ---------------------------- | -------------------------------- | -------------------- | -------------- |
| 6        | Cuatro (canal de televisión) | Inma Bermúdez y Maider Unda      | 11 de marzo de 2021  | 372 000 (2,8%) |
| 7        | Telecinco                    | Laura Caballero y Sonia Machio   | 7 de agosto de 2022  | 394 000 (6,0%) |
| 8        | Telecinco                    | Carla Pereyra y Almudena Alberca | 7 de agosto de 2022  | 244 000 (6,3%) |
| 9        | Telecinco                    | Susi Díaz e Isabel Guerrero      | 14 de agosto de 2022 | 287 000 (5,6%) |

## Audiencia media
| Edición            | Programas | Fecha     | Cadena             | Espectadores | Cuota |
| ------------------ | --------- | --------- | ------------------ | ------------ | ----- |
| Mujeres al poder   | 5         | 2019      | Telecinco          | 607 000      | 9,9%  |
| Mujeres al poder 2 | 4         | 2021-2022 | Cuatro y Telecinco | 324 000      | 5,1%  |